# Paul Breysse Puig
Paul Breysse Puig (Barcelona, 1923 –2009) fou arquer i dirigent esportiu de tir amb arc.
Va practicar molts esports, entre ells el motociclisme amb la Penya 10 per Hora, i es va iniciar en el tir amb arc després de conèixer Eugenio-Santos Chavala. Fou cofundador del Club d'Arquers de Catalunya (CAC) l'any 1948 i vicepresident d'aquest durant uns quants anys. Fou campió de Catalunya en distàncies llargues (1949). En quatre ocasions fou membre de l'equip campió de Catalunya i campió per equips del Torneig Roving (1962). Obtingué els títols de mestre arquer i arquer de primera. Posteriorment, fou president de la Federació Catalana de Tir amb Arc (1959-69). Durant el seu mandat el Govern Militar va cedir a la Federació Catalana, una part del fossar del Castell de Montjuïc, per una concessió de cinquanta anys, per ser condicionat com un camp estable de tir amb arc, que va ser inaugurat el 1964 i va ser el primer emplaçament per a la pràctica del tir amb arc a Barcelona. El 3 de novembre de 1969, va ser destituït com a president perquè mantenia la nacionalitat francesa i un canvi de normativa de la Delegación Nacional de Deportes li va impedir seguir. Malgrat tot, va ser el delegat a Catalunya de la Federació Espanyola fins al 1977. La Federació Catalana li concedí la placa de Sant Sebastià i la Federació Espanyola li atorgà en dues ocasions la medalla de plata al mèrit esportiu. Rebé la medalla de Forjadors de la Història Esportiva de Catalunya el 1993.